# Albert Pommier
Pour les articles homonymes, voir Pommier (homonymie).
Albert Jean Pommier, né le 11 janvier 1880 dans le 4e arrondissement de Paris et mort le 5 avril 1944 à Saint-Jean-de-Monts,, est un sculpteur français.

## Biographie
Admirateur de l'œuvre de Bernard Palissy, Albert Pommier étudie le dessin auprès du peintre français Joseph Bail. Il prend ses distances avec l'École des beaux-arts, et décide de travailler chez lui pour apprendre son métier. En 1905, il expose une série de statues au Salon des artistes français.
En 1914, Albert Pommier obtient le prix Abd-el-Tif qui permet d'être pensionnaire à la villa Abd-el-Tif, mais ne peut en bénéficier qu'à la fin de la Première Guerre mondiale, après la démobilisation. Durant la guerre, brancardier dans le 3e bataillon du 11e d'infanterie, il écrit sur les aspects de la vie de soldat dans les tranchées.
En 1935, il est fait appel à ses talents pour la décoration de la grande salle à manger du paquebot Normandie : il réalise l'un des quatre bas-reliefs, sur le thème de La Normandie terrienne.

## Collections publiques

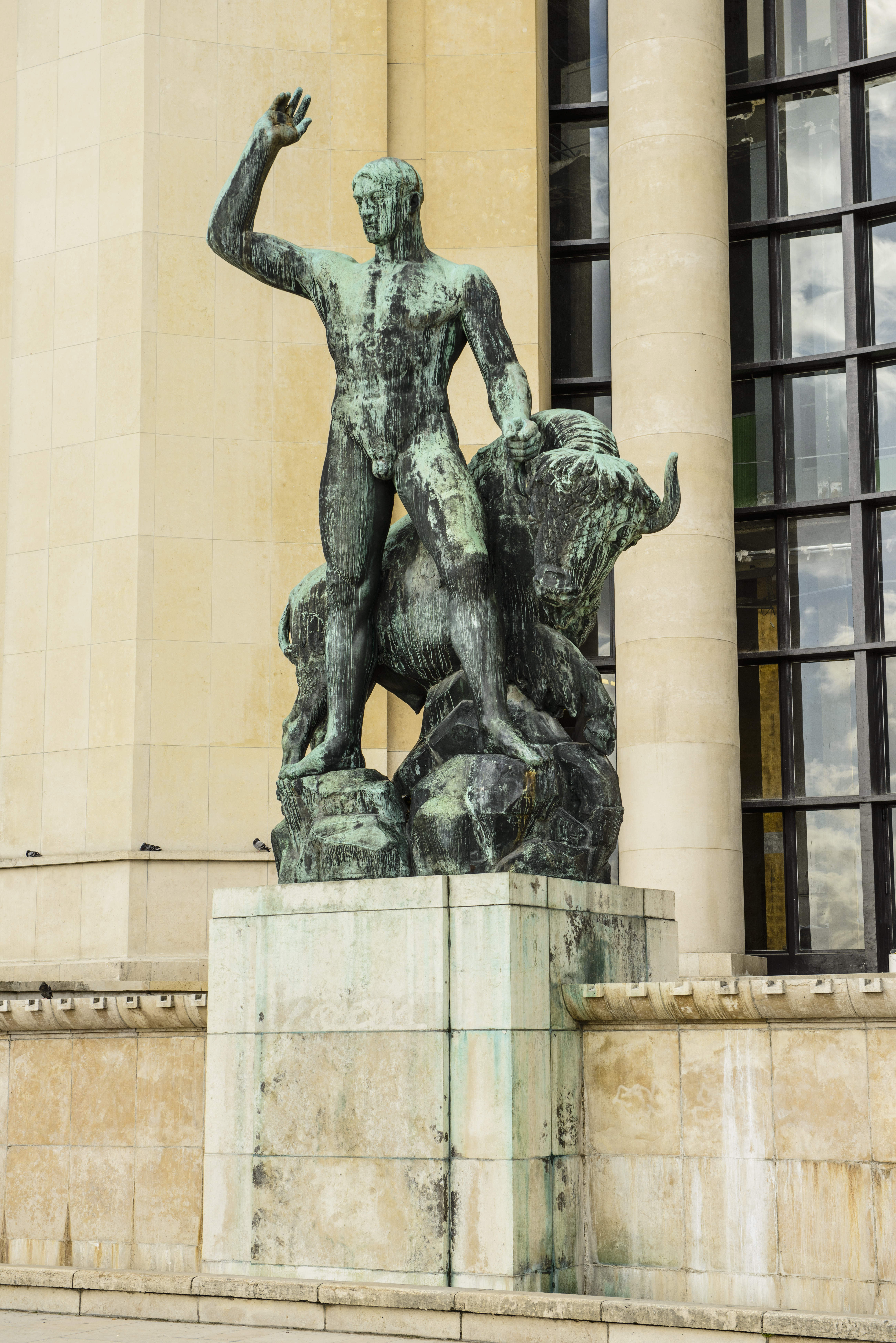
Hercule et le taureau de Crète (1937), Paris, palais de Chaillot.

- Musée des beaux-arts de Bordeaux : Buste de Mademoiselle Cesbron, bronze[6]
- Bourg-en-Bresse, musée de Brou :
  - Nu, bas-relief en bronze[7]
  - Repentir, ou Le Remords, 1933, plâtre[8]
  - Tête de Vendéen, plâtre[9]
- Lyon, La Duchère : Monument aux morts d'Oran, vestige du monument inauguré en 1926 à Oran, transféré et inauguré à Lyon en 1968[10]
- Musée de Mont-de-Marsan : Nu assis, mine de plomb sur papier, ancienne collection Paul Belmondo[11]
- Paris, esplanade du palais de Chaillot : Hercule et le taureau de Crète, 1937, groupe en bronze
- Poitiers, musée Sainte-Croix :
  - Hercule et le taureau de Crète, 1937, modèle en plâtre[12]
  - Torse féminin, plâtre[13]